# Verwaltungsgericht Koblenz

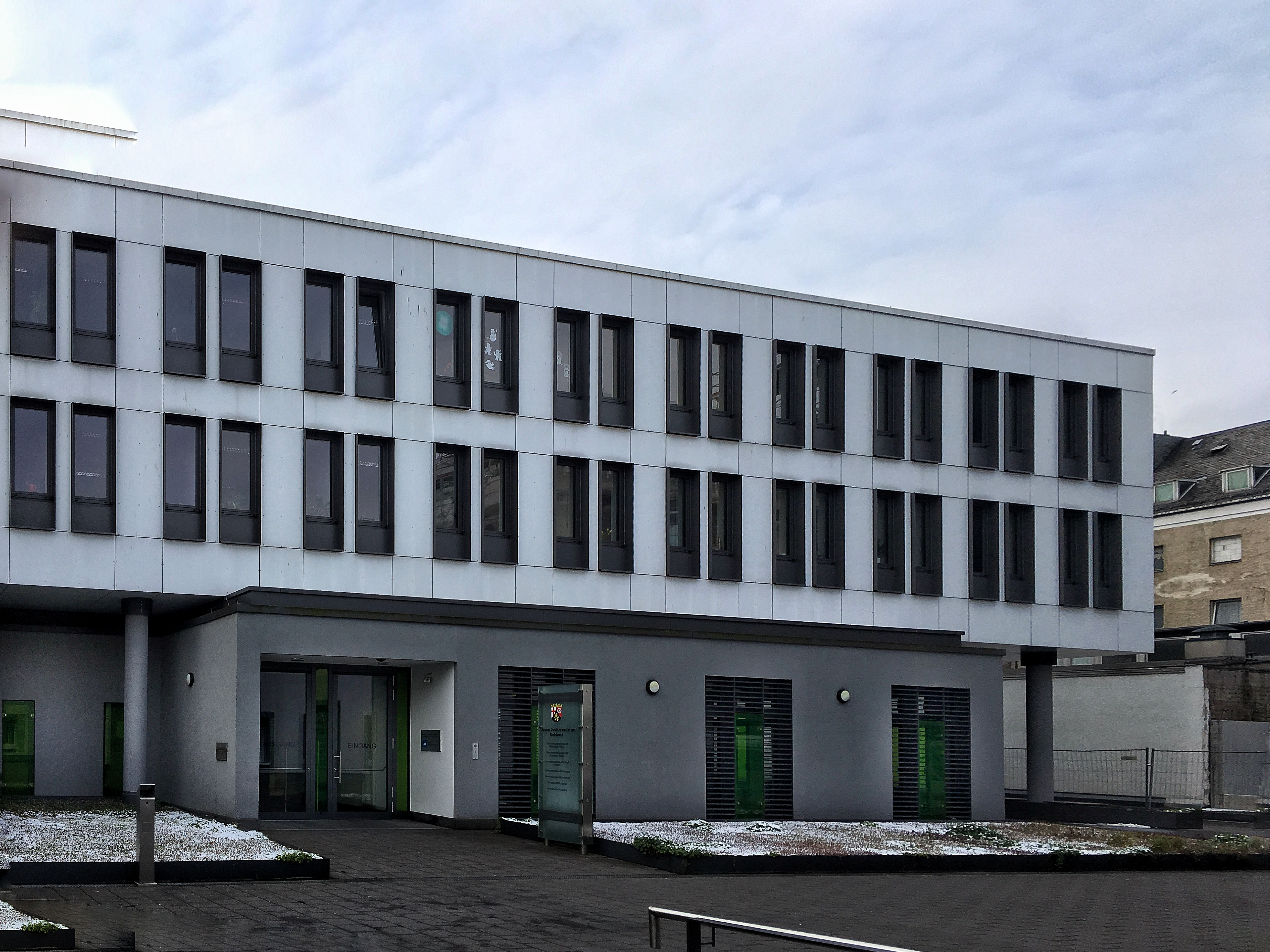
Neues Justizzentrum Koblenz

Das Verwaltungsgericht Koblenz ist eines von vier Verwaltungsgerichten des Landes Rheinland-Pfalz.

## Gerichtssitz und -bezirk
Das Verwaltungsgericht (VG) Koblenz hat seinen Sitz in Koblenz. Der Gerichtsbezirk umfasst die Stadt Koblenz sowie die Landkreise Ahrweiler, Altenkirchen, Bad Kreuznach, Birkenfeld, Cochem-Zell, Mayen-Koblenz, Neuwied, den Rhein-Hunsrück-Kreis, Rhein-Lahn-Kreis sowie den Westerwaldkreis.

## Gerichtsgebäude
Das Verwaltungsgericht Koblenz befindet sich im neuen Justizzentrum in der Deinhardpassage 1.

## Instanzenzug
Das Verwaltungsgericht Koblenz ist dem Oberverwaltungsgericht Rheinland-Pfalz untergeordnet, das seinen Sitz ebenfalls in Koblenz hat. Diesem ist das Bundesverwaltungsgericht übergeordnet.

## Personen
- Jürgen Piwowarsky (1933–2019), Präsident von 1975 bis 1978
- Gisela Born-Siebicke (* 1949), ehrenamtliche Richterin von 1989 bis 2009
- Ulrike Banniza (* 1966), Richterin von 1995 bis 1997 und von 1999 bis 2001
- Andreas Hammer (* 1975), Richter von 2006 bis 2009
- Sigrid Emmenegger (* 1976), Vizepräsidentin von 2019 bis 2021, zuvor 2007 dort Richterin auf Probe